# Cotoname
Le cotoname est une langue amérindienne isolée parlée au Nord-Est du Mexique, par les Cotonames.
La langue est éteinte depuis le XIXe siècle.

## Connaissance de la langue
Le cotoname est connu par le vocabulaire de 104 entrées, recueilli par Berlandier d'un groupe amérindien qu'il appelle les Carrizos del Camargo.
En 1886, Albert Samuel Gatschet peut recueillir un vocabulaire de la langue mais de la bouche d'Indiens Comecrudos et non Cotonames.

## Classification
Le cotoname, comme la plupart des langues du Texas méridional et du Nord-Est du Mexique, est considéré comme une langue isolée. Cependant, Edward Sapir, l'a inclus en 1929, dans son hypothèse du coahuiltecan, rattaché aux langues hokanes.
Goddard exclut le cotoname de la famille comecrudane qu'il pense comprendre le garza, le comecrudo et le mamulique.